# Abelardo Castillo

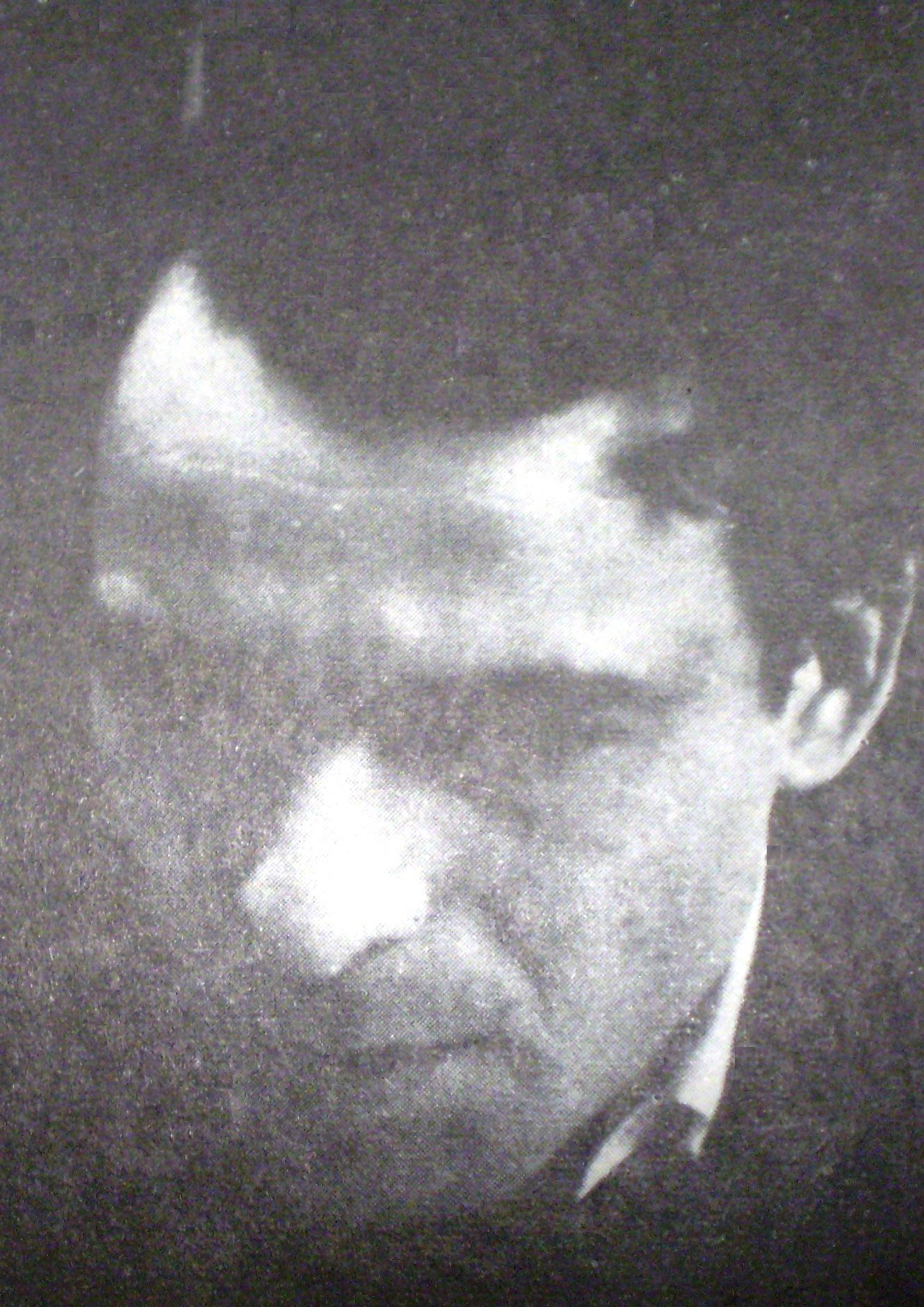
Abelardo Castillo

Abelardo Castillo (n. 27 martie 1935, Buenos Aires, Argentina – d. 2 mai 2017, Buenos Aires, Argentina) este un scriitor argentinian. S-a născut în San Pedro, Buenos Aires. În tinerețe a făcut box ca amator. De asemenea, a condus revistele literare El Escarabajo de Oro și El Ornitorrinco.

## Operă
- Antología personal (1999)
- La casa de ceniza (1967)
- La casa de ceniza (1994)
- Crónica de un iniciado (1991)
- El cruce del Aqueronte (1982)
- Cuentos crueles (1966)
- Cuentos crueles (1982)
- El que tiene sed (1989)
- El Evangelio según Van Hutten (1999)
- Israfel (2001)
- Israfel, drama en dos actos y dos tabernas sobre la vida de Edgar Poe (1964)
- Las maquinarias de la noche (1992)
- Los mundos reales V : el espejo que tiemblo (2005)
- El oficio de mentir : conversaciones con María Fasce (1998)
- Las otras puertas; [cuentos] (1961)
- Las otras puertas, y otros cuentos (1972)
- El otro Judas; o, El pájaro mágico (1961)
- Las palabras y los días (1988)
- Las panteras y el templo (1976)
- El que tiene sed (1995)
- Ser escritor (1997)
- Teatro completo (1995)
- Teatro: Sobre las piedras de Jericó. A partir de las 7. El otro Judas (1968)
- Cuentos brutales cu Rodolfo Walsh și Luisa Valenzuela (1997)